# Запрошення до пекла
«Запрошення до пекла» (англ. Invitation to Hell) — американський телевізійний надприродний фільм жахів 1984 року, знятий режисером Весом Крейвеном із Робертом Уріхом, Джоанною Кессіді та Сьюзан Луччі в головних ролях. Номінований на премію «Еммі» за найкращу художню постановку в міні-серіалі або телефільмі.

## Синопсис
Сім'я Вінслоу переїжджає до приміського містечка у Південної Каліфорнії, де її змушують вступити до підозрілого клубу.

## Акторський склад
| Актор             | Роль            |
| ----------------- | --------------- |
| Роберт Уріх       | Метт Вінслоу    |
| Джоанна Кессіді   | Пет Вінслоу     |
| Сьюзан Луччі      | Джессіка Джонс  |
| Джо Регалбуто     | Том Пітерсон    |
| Кевін Маккарт     | містер Томпсон  |
| Майкл Берріман    | камердинер      |
| Патті Маккормак   | Мері Пітерсон   |
| Солейл Мун Фрай   | Кріссі Вінслоу  |
| Баррет Олівер     | Роберт Вінслоу  |
| Білл Ервін        | Волт Гендерсон  |
| Вірджинія Вінсент | Грейс Гендерсон |
| Ніколас Ворт      | шериф           |

## Виробництво
Зйомки проходили в Південній Каліфорнії, включаючи Вестлейк-Віллідж, Сімі-Веллі, Вудленд-Хіллз і Калвер-Сіті.